# فتق ترومای دیافراگم
فتق ترومایی دیافراگم (به انگلیسی: Traumatic diaphragmatic hernia) نوعی هرنی دیافراگم است که از طریق آسیب شکمی(ترومای شکمی) حاصل می‌شود. این نوع فتق متضاد فتق مادرزادی است.
- یکی دیگر از دلایل ایجاد آن بعد از اسپلنکتومی می‌باشد.